# Grevillea wickhamii
Espèce
Classification phylogénétique
Grevillea wickhamii, le Grevillea de Wickham, est une espèce de plantes à fleurs de la famille des Proteaceae. C'est un arbre endémique d'Australie et est présente en Australie-Occidentale, dans le Territoire du Nord et au Queensland.
C'est un arbre de 6 mètres de haut avec des feuilles gris-vert.
Les fleurs sont de couleur variée (rouge, rose, orange, jaune) suivant les sous-espèces :
- Grevillea wickhamii subsp. aprica
- Grevillea wickhamii subsp. cratista
- Grevillea wickhamii subsp. hispidula
- Grevillea wickhamii subsp. macrodonta
- Grevillea wickhamii subsp. pallida
- Grevillea wickhamii subsp. wickhamii